# Dezercja ukraińskich policjantów na Wołyniu w 1943 roku
Dezercja ukraińskich policjantów na Wołyniu w 1943 roku – dezercja ze służby niemieckiej części ukraińskich policjantów z ukraińskich policyjnych formacji pomocniczych (Ukrainische Hilfspolizei) na Wołyniu (4–5 tysięcy z ogólnej liczby ponad 11 tysięcy) w ciągu marca i kwietnia 1943.
Policja pomocnicza Schuma (Schutzmannschaft) na Wołyniu była ważnym ogniwem niemieckiej polityki okupacyjnej: obsadzała umocnione posterunki policji, ochraniała ważne obiekty, nadzorowała ściąganie kontyngentów, uczestniczyła w Holocauście Żydów i pacyfikacjach ludności cywilnej. Jednak od jesieni 1942 u ukraińskich policjantów Schuma zaczęły narastać nastroje buntu, związane z objęciem pacyfikacjami przez władze okupacyjne ludności ukraińskiej. Należy dodać, że część policjantów współpracowała z terenowymi ogniwami OUN-B, OUN-M, a nawet partyzantką sowiecką. Po dezercji duża część policjantów-dezerterów dołączyła do UPA i wzięła aktywny udział w ludobójstwie polskiej ludności cywilnej na Wołyniu.

## Hipotezy związane z dezercją
Istnieją trzy hipotezy na temat przyczyn dezercji:
- Pierwsza zakłada, że dezercja była wynikiem decyzji podjętej na II konferencji OUN-B. Celem dezercji miało być wzmocnienie tworzącej się UPA. Rozpoczęcie dezercji spowodowało kontrakcję władz niemieckich (aresztowania i rozstrzelania), a w konsekwencji ucieczkę jeszcze większej ilości policjantów.
- Druga hipoteza zakłada, że planowane dezercje przyspieszyła dekonspiracja policjantów powiązanych z OUN-B i groźba aresztowania przez Gestapo.
- Trzecia hipoteza jako przyczynę podaje prowokację wywiadu sowieckiego. Dowódca 1 Partyzanckiej Brygady Specjalnego Przeznaczenia GRU, pułkownik Anton Briński, doprowadził do dezercji jednego oddziału policyjnego, zamierzając go włączyć do sowieckich oddziałów partyzanckich. Niemcy w rewanżu zaczęli aresztować policjantów i ich rozstrzeliwać, co wywołało ucieczkę reszty „do lasu”. Briński jednak nie spodziewał się, że dezerterzy w większości wstąpią nie do jego oddziałów, a do UPA.

## Przebieg akcji
Dezercje rozpoczęły się w połowie marca i zakończyły w kwietniu 1943. Policjanci dezerterowali zarówno z posterunków we wsiach i miasteczkach, jak i z dużych miast – Łucka i Kowla. Opuszczając posterunki, policjanci uwalniali więźniów i likwidowali niemieckie dowództwo. W Dubnie, Krzemieńcu i Kowlu wypuszczono przed ucieczką wszystkich więźniów, w tym Polaków. Często pretekst stanowił atak na posterunek czy więzienie oddziału OUN-B. Część dezerterujących policjantów zasiliła oddziały OUN-B, OUN-M i UPA (mimo zachęt wstąpienia do ich oddziałów ze strony radzieckich partyzantów), część po prostu udała się do domów. Dezerterujący policjanci dopuszczali się także zbrodni na wybranych Polakach, prawdopodobnie znajdujących się na czarnych listach OUN.
Nie wszystkie ucieczki kończyły się szczęśliwie, za dezercję zostały rozstrzelane między innymi załogi posterunków w Zdołbunowie i Pawurynie. 

### Kalendarium
- 9 marca 1943, podczas ataku bojówki OUN-B Iwana Kłymyszyna „Kruka” na Bereżce, policjanci zabili 10 niemieckich policjantów i zdezerterowali
- 18 marca policjanci ukraińscy z posterunku w Boremlu zabili komendanta posterunku i zdezerterowali
- 20 lub 22 marca zdezerterował z Łucka z inicjatywy Stepana Kowala „Rubaszenki” kureń gospodarczy policji, liczący 320 policjantów, oraz oddziały wartownicze i policja rejonowa w sile około 200 ludzi. Przed odejściem rozbito obóz jeniecki w Łucku, skąd uwolniono około czterdziestu osób oraz punkt zborny robotników przymusowych. Na bazie tych oddziałów utworzono w okolicy Kołek kureń UPA „Rubaszenki”
- W nocy z 21 na 22 marca policjanci z Krzemieńca, uprzedzeni o grożącym aresztowaniu, zabrali z magazynów broń i amunicję i zdezerterowali. Większość policjantów rozeszła się do domów, pozostali weszli w skład oddziału OUN-M „Chrona” i UPA „Kruka”
- W nocy z 25 na 26 marca oddział UPA ostrzelał Maciejów. W pościg za partyzantami Niemcy wysłali batalion policji nr 103 w sile 32 policjantów ukraińskich i 186 junaków. Oddział ten zdezerterował, tworząc kureń UPA Iwana Kłymczaka „Łysego”
- 27 marca oddział UPA opanował Ołykę, a nad ranem wycofał się razem z policjantami
- W nocy z 27 na 28 marca bojówka OUN-B Ołeksija Brysia „Ostapa” napadła na Horochów. Policjanci włączyli się do walki po stronie ukraińskiej, a po ataku wycofali się wraz z bojówką
- 6 kwietnia nastąpił bunt ukraińskiej policji w Kowlu. Policjanci zabili 18 Niemców, uwolnili z więzienia aresztowanych i więźniów obozu pracy przymusowej. Z dezerterów utworzono sotnię UPA „Wowczaka”.